# Anaplecta pallida
Anaplecta pallida är en kackerlacksart som beskrevs av Bolívar 1881. Anaplecta pallida ingår i släktet Anaplecta och familjen småkackerlackor.
Artens utbredningsområde är Ecuador. Inga underarter finns listade i Catalogue of Life.